# Arató Máté
Arató Máté (Pécs, 1994. július 8. –) magyar színész, a pécsi Bóbita Bábszínház társulati tagja.

## Életpályája
Édesapja rendőr, édesanyja ápolónő volt.
2013-ban érettségizett a pécsi Kodály Zoltán Gimnázium (Pécs) humán tagozatán.
Ezután a Nemes Nagy Ágnes Művészeti Szakgimnázium OKJ képzésén kezdte meg színészi tanulmányait. Színész II. szakképesítését 2017-ben szerezte meg.
Első aktív éveiben szabadúszóként tevékenykedett főként Budapesten és vonzáskörzetében. 
Többek között dolgozott a Nyitott Kör Egyesület tel, a Pulzus Társulás sal.Játszott még a székesfehérvári Vörösmarty Színházban  és a Budaörsi Latinovits Színházban is.
2018-ban visszaköltözött szülővárosába, Pécsre. Itt az Oberon Társulat tal és az Apolló Kulturális egyesület projektjeiben vett részt, továbbra is szabadúszóként. Eközben film-és reklámforgatások élményeivel gazdagodott. Forgatott például a Midsommar – Fehér éjszakák-ban és az OTP Bank egyik reklám jában főszerepet kapott.
A Bóbita Bábszínház társulatához 2019 szeptemberében csatlakozott. A bábszínészet egy egészen új területet jelentett számára.2020-ban műsorvezetőként is tevékenykedett az M5 csatornán. Az Alsós című műsorban Vlasits Barbara műsorvezető partnerével a koronavírus járvány alatt megannyi gyermeknek segített az otthoni tanulásban.

## Szerepei
- 2020 -A hollókirály színész Bemutató 2020. március 7. – Bóbita Bábszínház
- 2020 – Ki lakik az asztal alatt? színész Bemutató 2020. január 25. – Bóbita Bábszínház
- 2019 – A lilahajú tündér színész Bemutató 2019. október 12. – Bóbita Bábszínház
- 2018 – Csikk Bemutató: 2018.12.20. – Apolló Kulturális Egyesület
- 2017 – A fehér kór színész Bemutató 2017. március 3. – Budaörsi Latinovits Színház